# Jean-Baptiste Elizanburu
Jean Baptiste Elizanburu (Joan Batista Elizanburu Irazabal), né le 14 août 1828 à Sare et mort le 2 janvier 1891 dans la même commune, est un écrivain français et bertsolari Basque. 

## Biographie
Fils de Michel Elissamburu et de Juana Irazábal, il naît le 14 août 1828 dans la maison Piarresenea, dixième enfant d'une famille qui en comptera onze. Après des études scolaires dans son village natal, il entre au séminaire de Larressore. Il y fait la connaissance de Gratien Adema, qui sera connu comme poète sous le nom de Zalduby, et qui sera son ami jusqu'à ses derniers jours. Prenant conscience de son absence de vocation pour le sacerdoce, il quitte le séminaire en 1849 et s'engage dans un régiment d'infanterie de l'armée française. Il sert notamment pendant quatre ans en Afrique, s'élève progressivement dans la hiérarchie : à 32 ans, il devient officier puis entre au Premier Régiment de la Garde Impériale de Napoléon III. Fait capitaine en 1867, il sera distingué par la Légion d'honneur pour son comportement lors de la guerre franco-prussienne de 1870. 
Républicain et opposant à la politique menée, il se retire au Pays basque. Il épouse Françoise Eyheraburu avec qui il aura un fils, Léon Joseph, en 1877. Il quitte définitivement l'armée en 1881. De 1882 à 1891, il est juge de paix dans le canton d'Espelette. Il meurt à l'âge de 63 ans, assisté de son ami Zalduby, dans la maison Leku-Ederrea.

## Aperçu de l'œuvre
Il est l'auteur d'une œuvre qui s'inscrit essentiellement dans la tradition du bertso et qui connut un succès immédiat. Il débute en 1855 par un premier prix qui lui est décerné lors des jeux floraux d'Urrugne pour son poème Emazte edalea (« La Buveuse »). Il est encore récompensé à Sare en 1858 pour Tam, tam, tam ratapetamplan et, en 1860, pour Gazte hiltzera dohana (« Tout jeune, il va à la mort »). En 1859, il compose son œuvre la plus célèbre "Ikusten duzu goizean" connu aussi sous le nom de Nere Etxea  (« Ma maison ») qui célèbre une existence paisible et heureuse dans une propriété basque.
Il signe parfois avec les pseudonymes Harluche, Sallaberry, Doyarzabal ou Saratar bat. On discute encore pour savoir si certaines œuvres anonymes, comme par exemple Solferinoko itsua doivent lui être attribuées avec certitude. 
Auteur d'une vingtaine de poèmes ainsi que d'un roman, Piarres Adame, publié en 1888, il concilie la capacité à être considéré comme un auteur exigeant, maître du langage, et un auteur populaire, dont les poèmes sont toujours chantés.

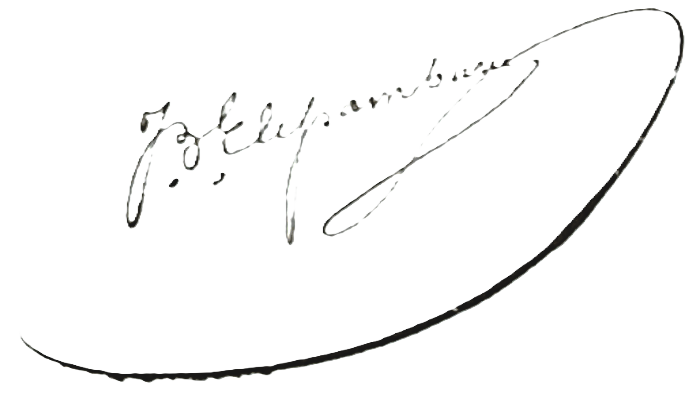
Signature de Jean Baptiste Elizanburu

## Distinctions
- Chevalier de la Légion d'honneur (1864) [2]